# Sotobañado y Priorato
Sotobañado y Priorato è un comune spagnolo di 182 abitanti situato nella comunità autonoma di Castiglia e León.